# Tytanian baru
Tytanian baru,  BaTiO3 – nieorganiczny związek chemiczny, mieszany tlenek baru i tytanu(IV). Materiał ceramiczny o właściwościach ferroelektrycznych (z wyłączeniem tytanianu o regularnym układzie krystalicznym), piezoelektrycznych i fotorefraktywnych. Jego temperatura Curie wynosi 120 °C. W zależności od temperatury posiada różny układ krystalograficzny: heksagonalny, regularny, tetragonalny, rombowy lub trygonalny. W naturze występuje wyjątkowo rzadko, jako inkluzja w benitoicie.
Występuje w postaci przezroczystych kryształów lub białego proszku. Nierozpuszczalny w wodzie, rozpuszczalny w stężonym kwasie siarkowym. Otrzymywany przez spiekanie w stanie ciekłym węglanu baru i ditlenku tytanu, ewentualnie przez domieszkowanie.
Ze względu na wysoką względną przenikalność elektryczną (w niektórych warunkach sięgającą 10 000) jest stosowany jako dielektryk w kondensatorach. Dzięki właściwościom piezoelektrycznym stosowany bywa w mikrofonach. Kryształy tytanianu baru znajdują zastosowanie w optyce nieliniowej.